# Barney Burcham
Rubel Elijah „Barney“ Burcham (* September 1923 nahe Corinth, Mississippi; † Februar 1992 in Memphis, Tennessee) war ein US-amerikanischer Country- und Rockabilly-Musiker.

## Leben

### Kindheit und Jugend
Burcham wurde 1923 auf einer Farm zwischen Glen und Corinth in Mississippi geboren, wo er auch aufwuchs. Schon früh interessierte er sich für Musik.

### Karriere
1940 hatte Burcham bereits seine erste Band, mit der er für 20 Jahre zusammen blieb. Für seine professionelle Karriere als Musiker nahm Burcham den Namen „Barney“ an. Nach dem Krieg arbeitete er als Mechaniker und zog 1945 nach Memphis, Tennessee, wo er Devola McKelroy heiratete. Burcham erhielt einen Job bei der Hunter Fan Company.
1955 bekam Barney unter ungeklärten Umständen die Möglichkeit, bei Meteor Records Aufnahmen zu machen. Seine Titel Much Too Young for Love und Can’t Steal My Way Around, aufgenommen im September 1955 mit den Daydreamers, wurden im selben Jahr veröffentlicht. Seine Hintergrundband schloss unter anderem auch den Gitarristen Reggie Young ein, der später Mitglied von Eddie Bonds Gruppe, den Stompers, werden sollte.
Zwei Jahre später machte Burcham bei Moon Records eine weitere Platte, diesmal im Rockabilly-Stil. Label-Besitzerin Cordell Jackson hatte Burcham auf einer Songschreiber-Convention kennengelernt und kurze Zeit später in Jacksons kleinem Studio die Titel I Fell und Chain of Broken Hearts eingespielt. Ende der 1950er-Jahre gab er jedoch die Karriere auf. Bis zu seiner Pensionierung arbeitete Burcham weiterhin bei der Hunter Fan Company. Barney Burcham starb 1992 in Memphis.

## Diskografie
| Jahr | Titel                                               | Plattenfirma   |
| ---- | --------------------------------------------------- | -------------- |
| 1955 | Much Too Young for Love / Can’t Steal My Way Around | Meteor Records |
| 1957 | I Fell / Chain of Broken Hearts                     | Moon Records   |